# Sergio Jerez
Sergio Raúl Antonio Jerez Arellano (Achao, 12 de enero de 1947) es un periodista chileno y ganador del Premio Nacional de Periodismo Deportivo de Chile del año 2003.
Egresado de la Escuela de Periodismo de la Universidad de Chile, actualmente se desempeña como editor en El Ágora de Santiago. Es el único periodista deportivo del país con el título de "entrenador nacional de fútbol" tras participar de los cursos de iniciador (1984), monitor (1986) y entrenador (1987) de fútbol, todos dictados por la Federación de Fútbol de Chile.

## Biografía
Hijo de un oficial de Carabineros, Sergio Jerez nació en la isla de Chiloé lugar donde se mantuvo hasta los seis años. A principios de la década del 50 a su padre lo trasladan a Santiago de Chile y ambos viajan juntos. Su familia se reunifica dos años más tarde.
Interesado por el mundo noticioso, Sergio Jerez ingresó a la Escuela de Periodismo de la Universidad de Chile donde obtuvo su título profesional. 
Estuvo casado en dos ocasiones: primero en diciembre de 1972 y luego en enero de 1990. En esta última oportunidad contrajo matrimonio con una de las hijas de Eugenio Lira Massi, histórico periodista chileno apodado "Paco" Lira y a quien conoció en las salas de redacción del diario Puro Chile. 
En ambos matrimonios tuvo cuatro hijos en total. Hoy se encuentra divorciado, aunque en una relación formal con una nueva pareja.

## Vida profesional

### Sus inicios en la prensa
Sergio Antonio Jerez comenzó su vida periodística colaborando en la sección de deportes del diario El Siglo desde 1969 hasta abril de 1970, cuando llegó en calidad de reportero y colaborador al naciente diario Puro Chile. Pero tras el Golpe de Estado del 11 de septiembre de 1973 y la llegada de los militares el poder, fue perseguido por haber trabajado en medios que respaldaban a Salvador Allende. 
A causa de esto, se trasladó al sur del país por algunos años hasta que en 1975 comenzó a redactar libretos de radio para la Agencia Orbe. Su desempeño le significó un rápido ascenso y en menos de cinco años llegó a ser jefe de deportes, editor nocturno y jefe de prensa de la sucursal de esta compañía en Chile.
Pero no fue todo, de forma paralela también se desempeñó como redactor y jefe de redacción de revista Estadio. 
Ya para 1980 llegó al diario La Tercera y allí se mantuvo como redactor de Deportes hasta 1988 cuando lo llamaron desde el diario La Nación para ofrecerle el puesto de subeditor de Deportes y redactor de la revista Triunfo. No obstante, como en su trabajo anterior aún lo recordaban, lo convencieron de volver tras dos años fuera de Copesa. 
Es en julio de 1990 cuando regresa a La Tercera como subeditor de Deportes, puesto que cambió al año siguiente (1991) por el de editor del área.

### Paso por la televisión y la radio
Ya para 1995, Sergio Jerez deja la prensa escrita para dedicarse a la televisión. En octubre de 1995 se incorpora como editor periodístico del programa deportivo Círculo Central producido por Óptima Producciones y emitido por La Red, junto a Juan Carlos "Caco" Villalta, el fallecido exentrenador Luis Santibáñez, Roberto Enrique Vallejos, el locutor José Miguel Samsó, Rodolfo Larraín, entre otros. También se desempeñó como productor periodístico del programa deportivo La Roja en La Red (1996) conducido por Marco Sotomayor, en la misma casa televisiva.
En un lapso de un año se desenvolvió también como comentarista del programa deportivo Estadio en Portales (1996-1997), junto a Roberto Enrique Vallejos, Patricio Yáñez, Sebastián "Tatán" Luchsinger, Jorge Massardo, Andrés Sergio Rillón, Oscar "Cacho" Hormazábal, Romai Ugarte, Mauricio Smith, Patricio Cabello, Herman Chanampa, Osvaldo Luchsinger, entre otros.
En enero de 2011, Sergio Jerez regresó a la radio, esta vez y tras el llamado de su excompañero en La Tercera Orlando Escárate, se sumó como comentarista al equipo de la Sintonía Azul de Radio Santiago, programa partidario de Universidad de Chile, donde siguió de cerca la campaña del equipo que culminó con el título de la Copa Sudamericana y el tricampeonato (Apertura 2011, Clausura 2011, Apertura 2012).

### Regreso a la prensa escrita
Tras unos meses ajetreados, en septiembre de 1996 regresa a la prensa escrita donde trabajó nuevamente en el diario La Nación como redactor de la revista Triunfo y del suplemento deportivo diario Triunfo Diario. Cuatro años más tarde y con la llegada de un nuevo siglo, termina como editor de Deportes del diario electrónico El Mostrador.
En 2003, mientras seguía trabajando en el diario La Nación como editor de Deportes recibe el Premio Nacional de Periodismo Deportivo, galardón que le entregó su colega, el periodista Julio Martínez.
Buscando nuevos horizontes, en 2005 llega como editor de Deportes a La Cuarta. Ahí se mantiene hasta septiembre de 2010 cuando Sergio Marabolí se convirtió en el director de ese diario. 
Desde 2011 en adelante comienza a colaborar con Publimetro y con el suplemento El Gráfico Chile. En la actualidad es editor de ese diario.

## Entrenador de fútbol
Uno de los hechos que diferencian a Sergio Jerez del resto de sus colegas deportivos es que es el único con el título oficial de "Entrenador Nacional de Fútbol". 
Todo comenzó en 1984 cuando Jaime Campos, entrenador de Audax Italiano, le ofrece formar parte su equipo. Eso pues ya había tomado el curso "iniciador de fútbol" de la Federación de Fútbol de Chile. Jerez acepta y se mantiene colaborando con el primer equipo hasta 1985.  
Al año siguiente comienza el curso de "monitor" y, de forma paralela, se transforma en entrenador de las divisiones menores (tercera infantil) del club Universidad de Chile. De la mano de Jerez, sus pupilos se titulan campeones de la temporada 1986 y al año siguiente, con ese mismo grupo, alcanzan el título de vicecampeones del torneo "Niños del Perú", en un certamen que se lleva a cabo en enero en Lima. 
A su regreso, en 1987 se tituló como entrenador oficial. No obstante, tras recibir este cartón, dejó el fútbol y se dedicó exclusivamente al periodismo deportivo.

## Curiosidades
- También pasó por el periodismo deportivo radial. Específicamente estuvo en Radio Chilena cuando esta estaba de las primeras en sintonía. Ahí compartió espacio con Juan Facuse y Vladimiro Mimica
- Cubrió en terreno, cinco mundiales de fútbol consecutivos: España 1982, México 1986, Italia 1990, Estados Unidos 1994 y Francia 1998
- Ha viajado a casi 30 países cubriendo actividades deportivas

## Premios
| Premio                                                   | Año  |
| -------------------------------------------------------- | ---- |
| Premio Nacional de Periodismo Deportivo                  | 2003 |
| Premio a la Trayectoria Periodística de El Gráfico Chile | 2014 |